# Trondenes tingrett
Trondenes is een tingrett (kantongerecht) in de Noorse fylke Troms. Het gerecht is gevestigd in Harstad. Het gerechtsgebied  omvat de gemeenten Harstad, Skånland, Ibestad en Kvæfjord. Het gerecht maakt deel uit van het ressort van Hålogaland lagmannsrett. 
In zaken waarbij beroep is ingesteld tegen een uitspraak van Trondenes zal de zitting van het lagmannsrett worden gehouden in Tromsø.